# Microregiunea Szolnok
Microregiunea Szolnok (în maghiară Szolnoki kistérség) a fost o microregiune statistică (kistérség) din județul Jász-Nagykun-Szolnok, Ungaria.
Cu o populație de 119.380 locuitori și o suprafață de 914,48 km2, aceasta a existat până în 2014, când în Ungaria, microregiunile ”kistérségek” au fost înlocuite de districte (járások).